# Rites de mariage kazakhs

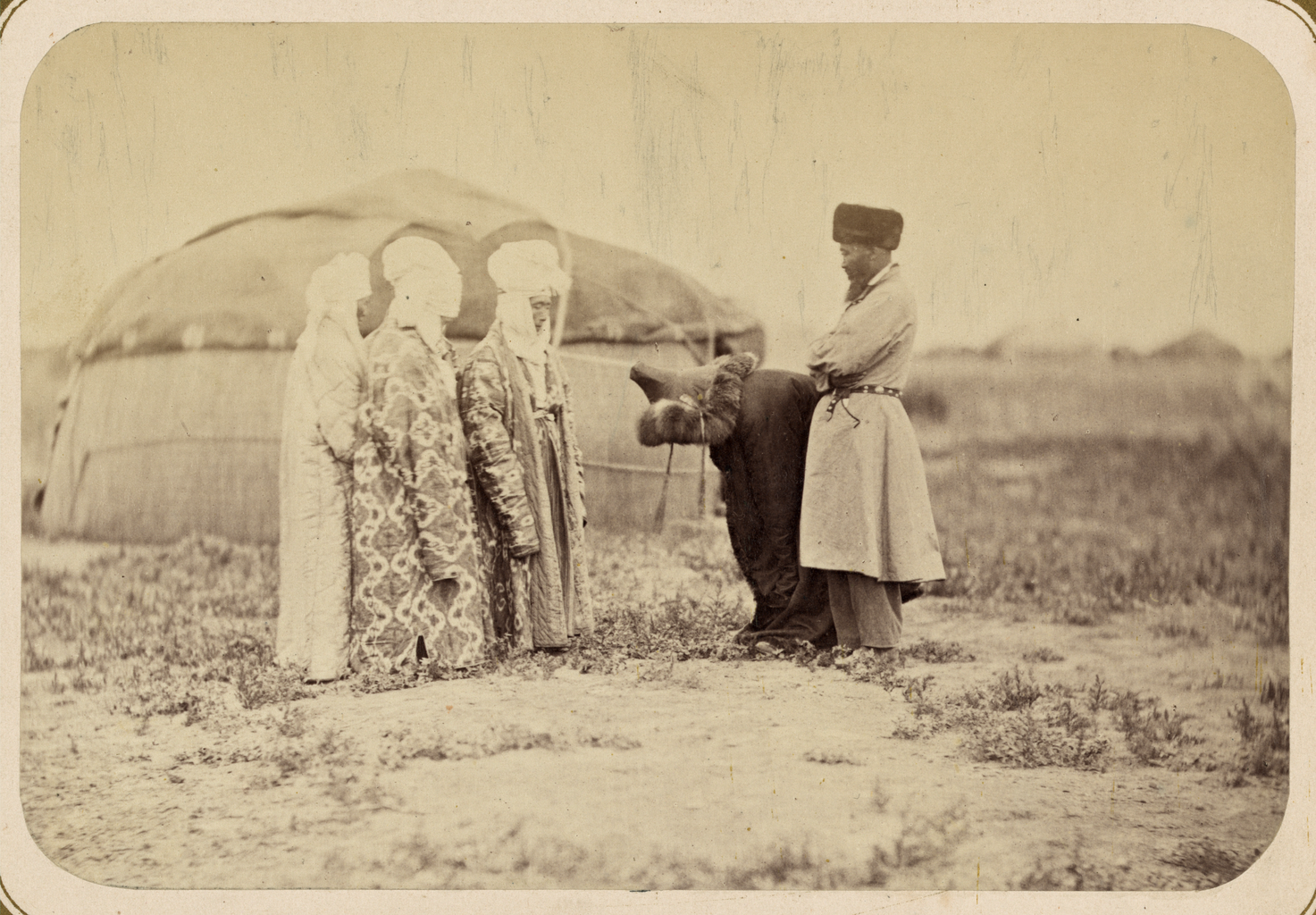
Rites de mariage kirghizes (similaires aux Kazakhs) de la deuxième moitié du XIX dans Album du Turkestan.

Les rites de mariage kazakhs sont parmi les plus importants rites dans la vie des communautés et clans kazakhs. Ils ont, à l'exception de l'acte de mariage en lui-même («неке қию»), d'origine musulmane, conservé de nombreuses caractéristiques de l'époque pré-musulmane. Les rites du mariage traditionnel kazakh se composent de plusieurs cycles : le koudalyk (kazakh : құдалық - appariement), la préparation au mariage, la fête de mariage et les rituels post-nuptiaux.

## Demande
Le père qui pense marier son fils commence par essayer de savoir s'il a une amoureuse. Si ce n'est pas le cas, il réfléchit à une fiancée. Ensuite, il va voir les parents de la jeune fille sélectionnée, ou envoie des proches leur parler pour formuler la demande, ou aïttyrou (ru) (kazakh : айттыру). Si ceux-ci acceptent, leur fille devient à partir de ce moment fiancée.

## Enlèvement de fiancée
Les mariages par enlèvement en Asie centrale et au Kazakhstan n'arrivent que très rarement. Habituellement, cela n'arrivait que lorsque les parents ne donnaient pas leur assentiment au mariage ou lorsqu'ils y montraient peu d'empressement. La forme la plus courante de mariage parmi les Kazakhs était la demande avec le consentement des parents et le paiement du prix de la fiancée. Le droit coutumier kazakh envisage différents cas d'enlèvement de fiancée, qu'il traite différemment. Si le marié a enlevé une fiancée déjà promise (si les fiancés se sont déjà mis d'accord sur l'« enlèvement »), dont le père a enfreint les conditions d'appariement, alors ce n'est pas considéré comme une infraction sérieuse. L'enlèvement d'une fiancée promise à un autre est un crime sérieux.

## Appariement
L'appariement (kazakh : құдалық) est un rite important, annonçant le début des rites de mariage chez les kazakhs. Bien que des représentants d'autres peuples puissent assister au mariage kazakh, même les Kazakhs habitant en ville célèbrent l'appariement dans leur milieu. S'étant entendu à l'avance sur le montant du prix de la fiancée (kazakh : қалың мал), le père du fiancé ou son représentant se rend avec quelques amis chez les parents de la fiancée. Après avoir bu ensemble du koumis ou du thé, le maître de maison demande s'il lui faut tuer le bélier. Une réponse positive confirme l'intention de mariage. Par le passé, le père du fiancé offrait un troupeau de chevaux, des chameaux, différents vêtements et un cheval de selle. Les autres membres de la délégation se voyaient offrir des présents en fonction de leur importance et de la proximité des relations avec eux. Après cela, le côté du fiancé commençait à verser le prix de la fiancée sous forme de bétail. Au Kazakhstan actuel, on considère qu'il n'est pas souhaitable d'avoir une délégation trop nombreuse du côté du marié, parce que cela représente des dépenses considérables. Le chef de la délégation est appelé bas kouda (kazakh : бас құда), et les autres membres janama kouda (kazakh : жанама құда). En entrant dans la maison de la fiancée, bas kouda suspend son fouet à la place d'honneur de la maison. Si les négociations au sujet du mariage échouent, le fouet revient au maître de maison (kazakh : қамшы қайтару). Un plat spécial était préparé pour les invités, le kouïryk-baouyr (kazakh : құйрық-бауыр, à base de gras de queue (en) et de foie de mouton), qui symbolisait le renforcement des liens entre les deux parties.

## Prix de la fiancée et dot
La tradition du paiement du prix de la fiancée, ou kalym (kazakh : қалың мал) est toujours appliquée au Kazakhstan moderne. Par le passé, le prix de la fiancée était principalement payé sous forme de bétail, représentant entre 21 et 25 chevaux. En plus de cela, lors de sa première visite à la fiancée, le fiancé s'acquittait de l'ilou (kazakh : ілу), en paiement des frais de l'éducation de la jeune fille, qui se correspondait à 30 à 70 chevaux. Au cours de la noce, entre 20 et 70 têtes de bétail étaient abattues (kazakh : тоймал). Le marié offrait aussi à la mère de la mariée une paire de chameaux (kazakh : сүт ақы), et au père un chapan (en), une selle et un harnachement. Le montant du prix de la fiancée chez les kazakhs variait de 7 à 47 baïtals (kazakh : байтал) ; un baïtal valait quatre moutons, et une vache avec son veau en valait 5.
La dot (kazakh : қыз жасауы) était proportionnelle au prix de la fiancée, mais le dépassait parfois. Les parents de la mariée étaient tenus de constituer pour leur fille une dot digne de ce nom. La dot contenait les accessoires nécessaires à la vie de la nouvelle famille : ustensiles de cuisine, literie, meubles, chevaux, bétail etc. Au Kazakhstan moderne, la dot comprend appartement, meubles, réfrigérateur, téléviseur et autres appareils ménagers.
Au Kazakhstan moderne (selon les données de 2014), le montant du prix de la fiancée varie entre 50 et 100 mille tenges pour les familles à faible revenu, entre 1000 et 3000 dollars pour les familles à revenu moyen et au-delà de 5000 dollars pour les familles aisées. Le plus souvent, il se monte au moins à mille dollars. Le montant du prix de la fiancée est affecté par son niveau d'éducation, son intelligence et ses compétences, ainsi que sa région d'origine.

## Mariage
Après la conclusion du rite de l'appariement (kazakh : құдалық) et jusqu'à la célébration du mariage formel (kazakh : неке қию), les parents de la mariée organisent chez eux, comme dans l'ancien temps, ou dans des locaux loués le «mariage de la fiancée» (kazakh : ұзату той) pendant la journée qui précède le mariage ou pendant un laps de temps plus long. Le nombre d'invités du côté de l'époux au mariage de la fiancée ne dépasse généralement pas 15 à 20 personnes. Si la mariée a été «enlevée» (kazakh : алып қашу), ce mariage de la fiancée n'est pas réalisé, et on célèbre immédiatement le mariage principal.
Après le mariage de la fiancée, la mariée est conduite à la maison de l'époux, l'enregistrement du mariage à l'état civil est solennellement réalisé, puis la cérémonie consacrée à la rencontre de la mariée avec les parents de son mari (kazakh : беташар) a lieu, bien que de nos jours, ce rite ait perdu de son sens. Le soir même, les principales célébrations ont lieu. Autrefois, le mariage s'étendait sur trois jours de festivités, mais au Kazakhstan actuel, toutes les fêtes s'accomplissent en une seule journée. La cérémonie religieuse du mariage neke kiyou (kazakh : неке қию) (voir mariage dans la tradition musulmane) est réalisée dans une mosquée le jour du mariage, alors que dans les temps anciens, le mollah prononçait le mariage dans la maison des parents de la mariée avant de se rendre dans la maison du marié. À l'occasion du mariage, le chant traditionnel toï bastar (kazakh : той бастар) est entonné afin de féliciter les parents des deux époux et de souhaiter le bonheur des mariés.

## Nuit de noces
Après le mariage de la fiancée, les époux passaient leur première nuit de noces (kazakh : ақ неке түні), mais au Kazakhstan actuel, la première nuit de noces a lieu après la célébration du mariage principal. Un voile blanc, neke jaoulyk (kazakh : неке жаулық) est étendu sur le lit conjugal. Jadis, s'il était prouvé que la fiancée avait perdu sa virginité avant le mariage, l'époux pouvait annuler le mariage et récupérer le prix de la fiancée. Le père de la fiancée devait payer une indemnité au fiancé (kazakh : айып). Parfois, pour conserver le prix de la fiancée et préserver les relations avec le fiancé, les parents de la fiancée pouvaient lui proposer une autre de leurs filles.